# Chotěbuz
Chotěbuz (en polonais : Kocobędz ; en allemand : Kotzobendz) est une commune du district de Karviná, dans la région de Moravie-Silésie, en République tchèque. Sa population s'élevait à 1 409 habitants en 2021.

## Géographie
Chotěbuz se trouve à la frontière avec la Pologne, à 10 km au sud-sud-est de Karviná, à 23 km à l'est-sud-est d'Ostrava et à 299 km à l'est de Prague.

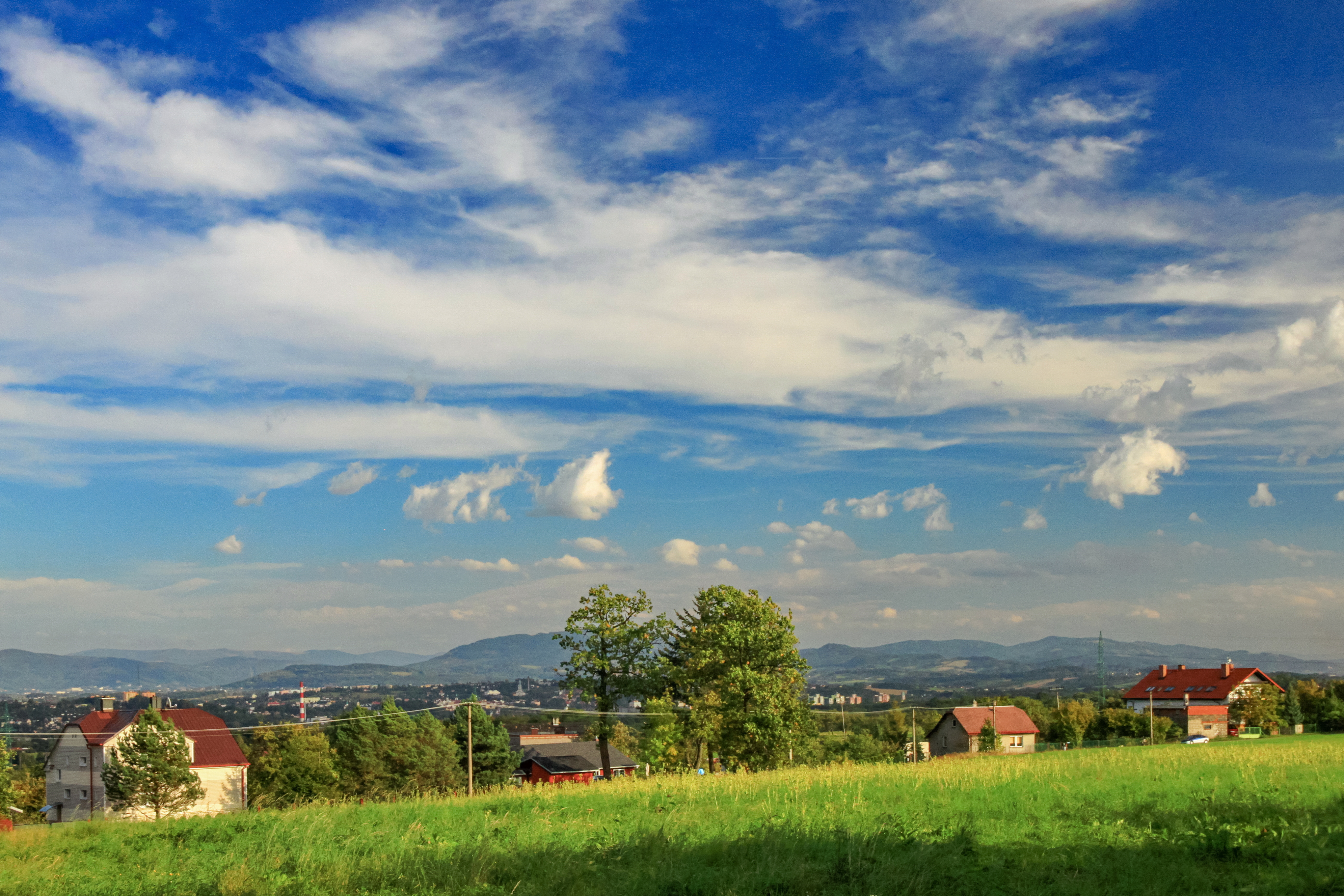
Chotěbuz.

La commune est limitée par Karviná au nord, par la rivière Olše, un affluent de l'Oder qui la sépare de la Pologne à l'est, par Český Těšín au sud et au sud-ouest, et par Albrechtice au nord-ouest.

## Histoire
La première mention écrite de la localité date de 1229.

## Administration
La commune se sompose de trois quartiers :
- Chotěbuz
- Podobora
- Zpupná Lhota

## Transports
Par la route, Chotěbuz se trouve à 13 km de Karviná, à 33 km d'Ostrava et à 381 km de Prague.